# Lew Zajkow
Lew Nikołajewicz Zajkow (ros. Лев Никола́евич Зайко́в, ur. 3 marca 1923 w Tule, zm. 7 stycznia 2002 w Petersburgu) – radziecki polityk, sekretarz KC i członek Politbiura KC KPZR (1986–1990), Bohater Pracy Socjalistycznej (1971).
Od 1940 ślusarz – specjalista od krzywki w fabryce w Leningradzie, później tam mistrzem, starszym mistrzem, zastępcą kierownika i kierownikiem warsztatu i kierownikiem produkcji w fabrykach w Moskwie i Leningradzie. Od 1961 dyrektor fabryki. 1963 ukończył Instytut Inżynieryjno-Ekonomiczny w Leningradzie, generalny dyrektor Zjednoczenia Produkcyjno-Technicznego, od 1974 dyrektor generalny Naukowo-Produkcyjnego Zjednoczenia "Leniniec" w Leningradzie. 26 kwietnia 1971 uhonorowany tytułem Bohatera Pracy Socjalistycznej. W latach 1981–1990 członek KC KPZR. Od 21 czerwca 1983 do 8 lipca 1985 I sekretarz Komitetu Obwodowego KPZR w Leningradzie. Od 1 lipca 1985 do 13 lipca 1990 sekretarz KC KPZR, od 6 marca 1986 równocześnie członek Politbiura KC. W latach 1987–1989 I sekretarz Komitetu Miejskiego KPZR w Moskwie (po Borysie Jelcynie). W latach 1989–1990 zastępca przewodniczącego Rady Obrony ZSRR, od 1990 na emeryturze. Do stycznia 1992 w Grupie Generalnych Inspektorów Ministerstwa Obrony ZSRR. Deputowany do Rady Najwyższej ZSRR 10. i 11. kadencji (1979–1989) i Rady Najwyższej Rosyjskiej FSRR (1975–1980), członek Prezydium Rady Najwyższej ZSRR (1984–1986 i 1988–1989). Ludowy deputowany ZSRR w latach 1989–1991. W latach 1997–2002 doradca prezesa kompanii holdingowej "Leniniec". Odznaczony Medalem Sierp i Młot Bohatera Pracy Socjalistycznej, trzema Orderami Lenina i medalami. Laureat Nagrody Państwowej ZSRR (1975).